# Eucera stretchii
Eucera stretchii är en biart som först beskrevs av Cresson 1878.  Eucera stretchii ingår i släktet långhornsbin, och familjen långtungebin. Inga underarter finns listade i Catalogue of Life.